# Peix cirurgià blau indopacífic

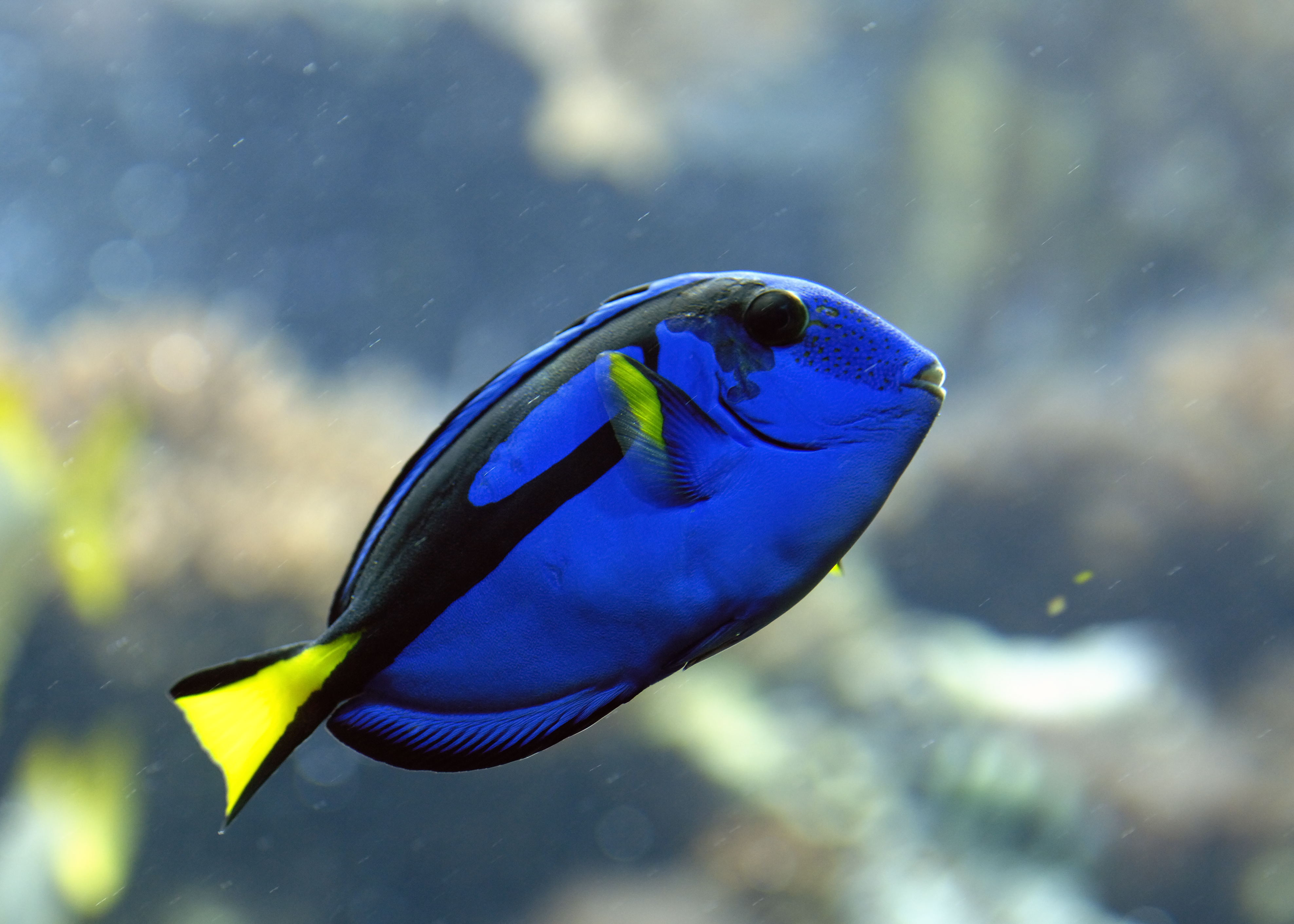
Vista lateral d'un exemplar del zoo de Schönbrunn, a Viena

El peix cirurgià blau indopacífic (Paracanthurus hepatus) és una espècie de peix pertanyent a la família dels acantúrids i l'única del gènere Paracanthurus.

## Descripció
- Pot arribar a fer 31 cm de llargària màxima.
- 9 espines i 19-20 radis tous a l'aleta dorsal i 3 espines i 18-19 radis tous a l'anal.
- És de color blau brillant, groc i negre.
- Presenta una glàndula verinosa.[3][4][5]

## Alimentació
En l'etapa juvenil, la seva dieta consisteix bàsicament en el plàncton. Els adults són omnívors i s'alimenten del plàncton, però també pasturen algues.
El peix és important per a la salut del corall, ja que menja algues que d'altra manera el poden estrènyer per sobrecreixement.

## Cicle de vida
Els mascles festegen agressivament algunes femelles membres del banc de cirurgians, donant lloc a una ràpida pujada cap a la superfície de l'aigua durant la qual s'alliberen ous i espermatozoides. Els ous són petits, d'aproximadament 0,8 mm de diàmetre. Els ous són pelàgics, cadascun contenint una sola gota d'oli per a la seva flotació. Els ous fecundats es desclouen en vint-i-quatre hores, revelant larves petites i translúcides amb abdomen platejat i espines caudals rudimentàries. Aquestes larves arriben a la maduresa sexual als 9-12 mesos d'edat.
L'alliberament de la fresa en captivitat es produeix durant la vesprada i el vespre. Aquest esdeveniment es coneix amb un canvi de color d'un blau fosc i uniforme a un blau pàl·lid.

## Hàbitat
És un peix marí, associat als esculls i de clima tropical (24 °C-26 °C; 30°N-30°S, 32°E-170°W) que viu entre 2 i 40 m de fondària (normalment, entre 10 i 40).

## Distribució geogràfica
Es troba des de l'Àfrica oriental (incloent-hi les illes Mascarenyes) fins a Kiribati, el sud del Japó, el sud de la Gran Barrera de Corall, Nova Caledònia i Samoa.

## Costums
És bentopelàgic.

## Observacions
És una espècie popular com a peix d'aquari.

## En la cultura popular
A la pel·lícula de Disney / Pixar de 2003, Finding Nemo, un dels personatges principals, Dory és un peix cirurgià blau, femella que pateix amnèsia. Ella i els seus pares, Jenny i Charlie, apareixen en la seqüela de la pel·lícula Disney / Pixar de 2016, Finding Dory.